# Hickman (Kentucky)
Pour les articles homonymes, voir Hickman.
La ville de Hickman est le siège du comté de Fulton, dans l'État du Kentucky, aux États-Unis. Sa population s’élevait à 2 395 habitants lors du recensement de 2010, estimée à 2 183 habitants en 2016.

## Source
- (en) Cet article est partiellement ou en totalité issu de l’article de Wikipédia en anglais intitulé « Hickman, Kentucky » (voir la liste des auteurs).